# Уварово-Гулидовка
Уварово-Гулидовка — деревня в Измалковском районе Липецкой области.
Входит в состав Лебяженского сельсовета.

## География
Уварово-Гулидовка находится на левом берегу реки Полевые Локотцы. Южнее расположена деревня Колосовка.
Через деревню проходит просёлочная дорога.

## Население
| 2010 |
| ---- |
| 0    |